# Nowa Hnyłycia
Nowa Hnyłycia (ukr. Нова Гнилиця) – wieś na Ukrainie, w obwodzie charkowskim, w rejonie czuhujewskim. W 2001 liczyła 450 mieszkańców, spośród których 371 posługiwało się językiem ukraińskim, a 79 rosyjskim.